# Arctia parva
Arctia parva är en fjärilsart som beskrevs av Rothschild 1910. Arctia parva ingår i släktet Arctia och familjen björnspinnare. Inga underarter finns listade i Catalogue of Life.